# Geely Yuanjing X3
Geely Yuanjing X3 — субкомпактный кроссовер, выпускаемый компанией Geely Automobile с 2017 года.

## Описание
Автомобиль Geely Yuanjing X3 впервые был представлен в июле 2017 года. Ранее автомобиль был известен, как Yuanjing V3, однако он был переименован. В иерархии автомобиль занимает промежуток между Geely Yuanjing X1 и Geely Yuanjing X6.
Базовой моделью для Geely Yuanjing X3 стала Geely Englon SC5-RV. Автомобиль оснащался двигателем внутреннего сгорания мощностью 102 л. с. (ранее 94 л. с.), который сочетался в паре с пятиступенчатой механической или же с четырёхступенчатой автоматической трансмиссией.

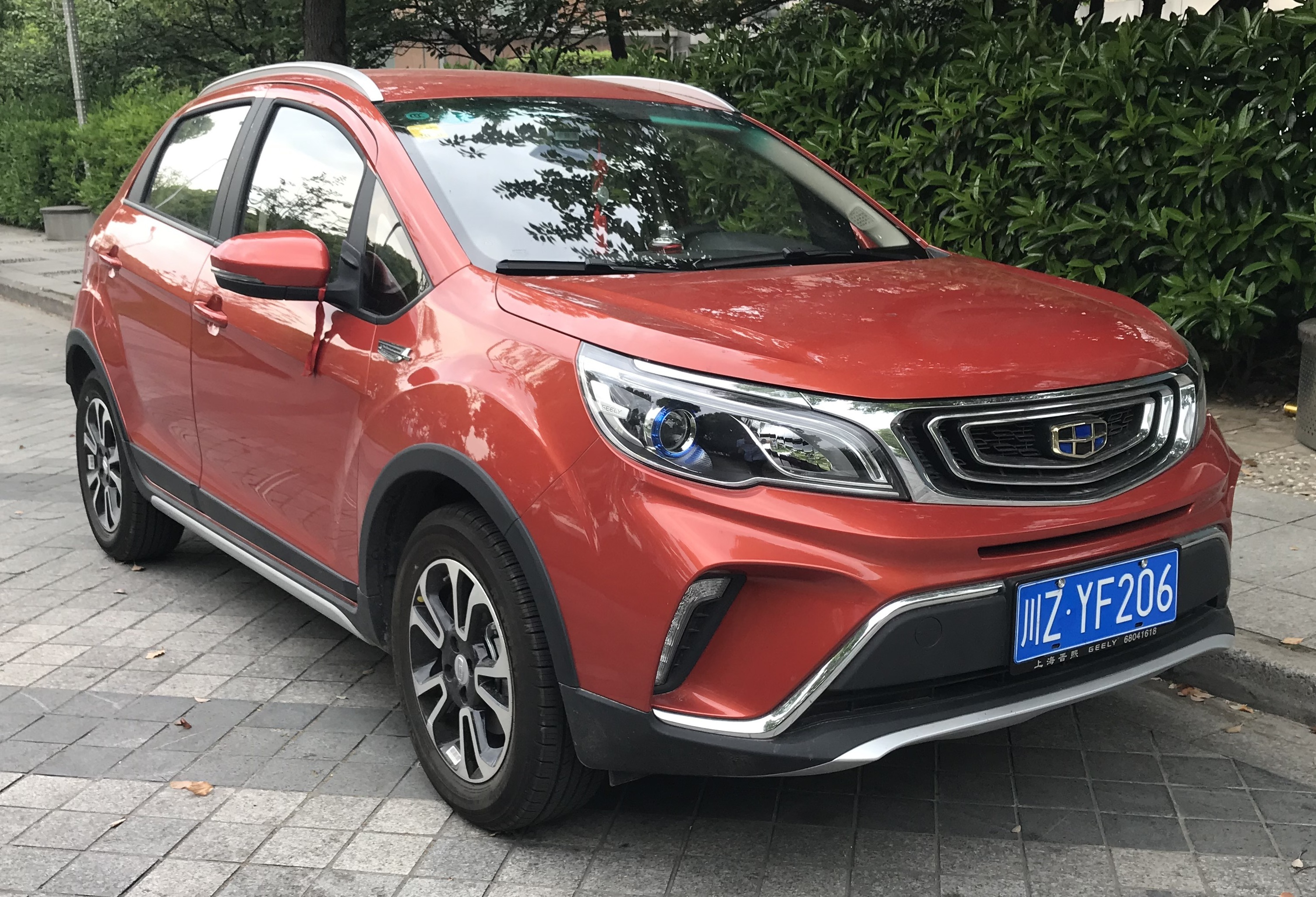
Geely Vision (Yuanjing) X3
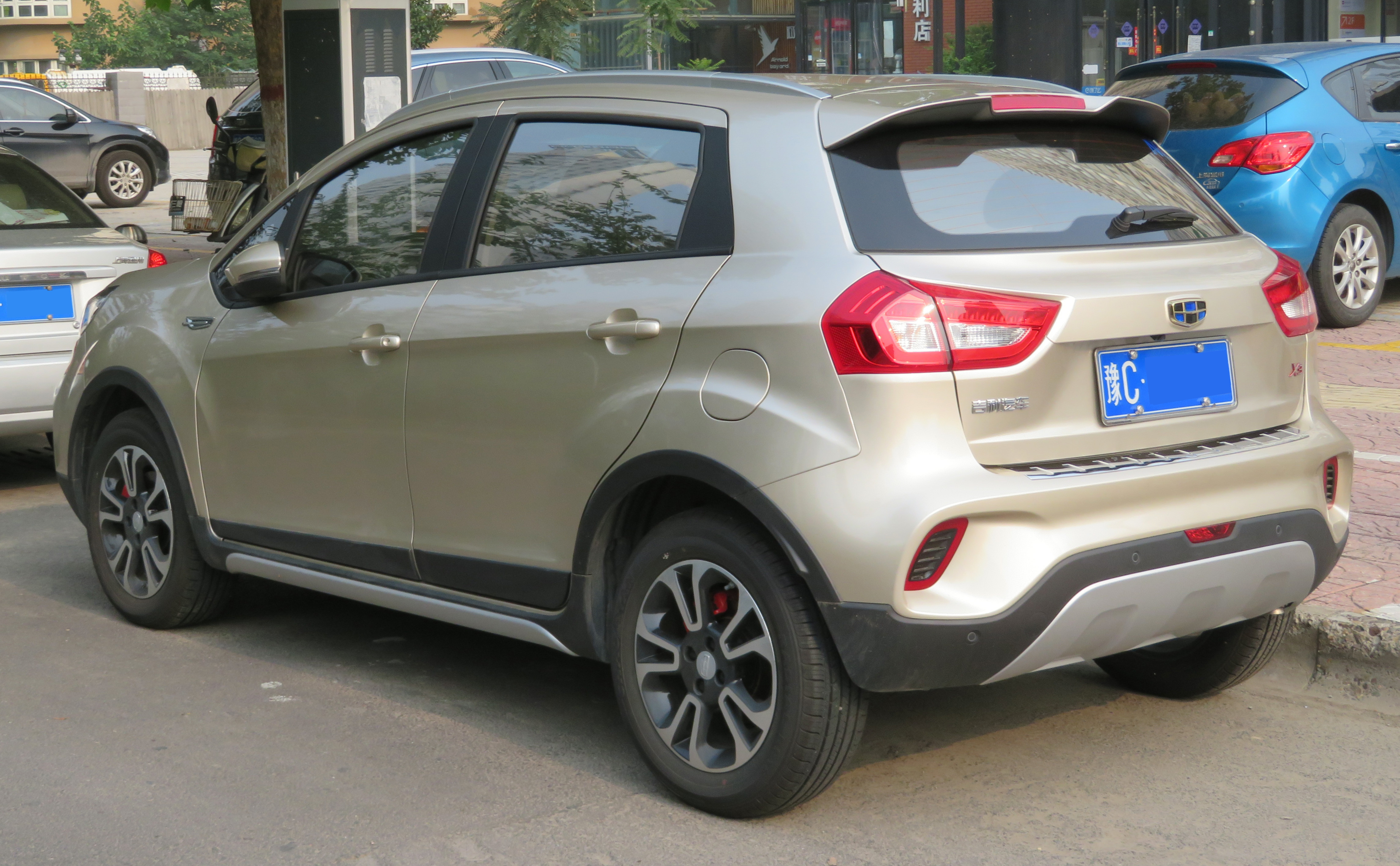
Вид сзади

### Geely Yuanjing X3 Pro и Maple/Livan X3 Pro
В апреле 2021 года автомобиль прошёл рестайлинг, после чего стал называться Yuanjing X3 Pro. Автомобиль оснащён 1,5-литровым двигателем внутреннего сгорания мощностью 109 л. с. в паре с бесступенчатой трансмиссией. С мая 2022 года автомобиль продаётся под названием Maple X3 Pro. С 2023 года в России продаётся модель Livan X3 Pro.

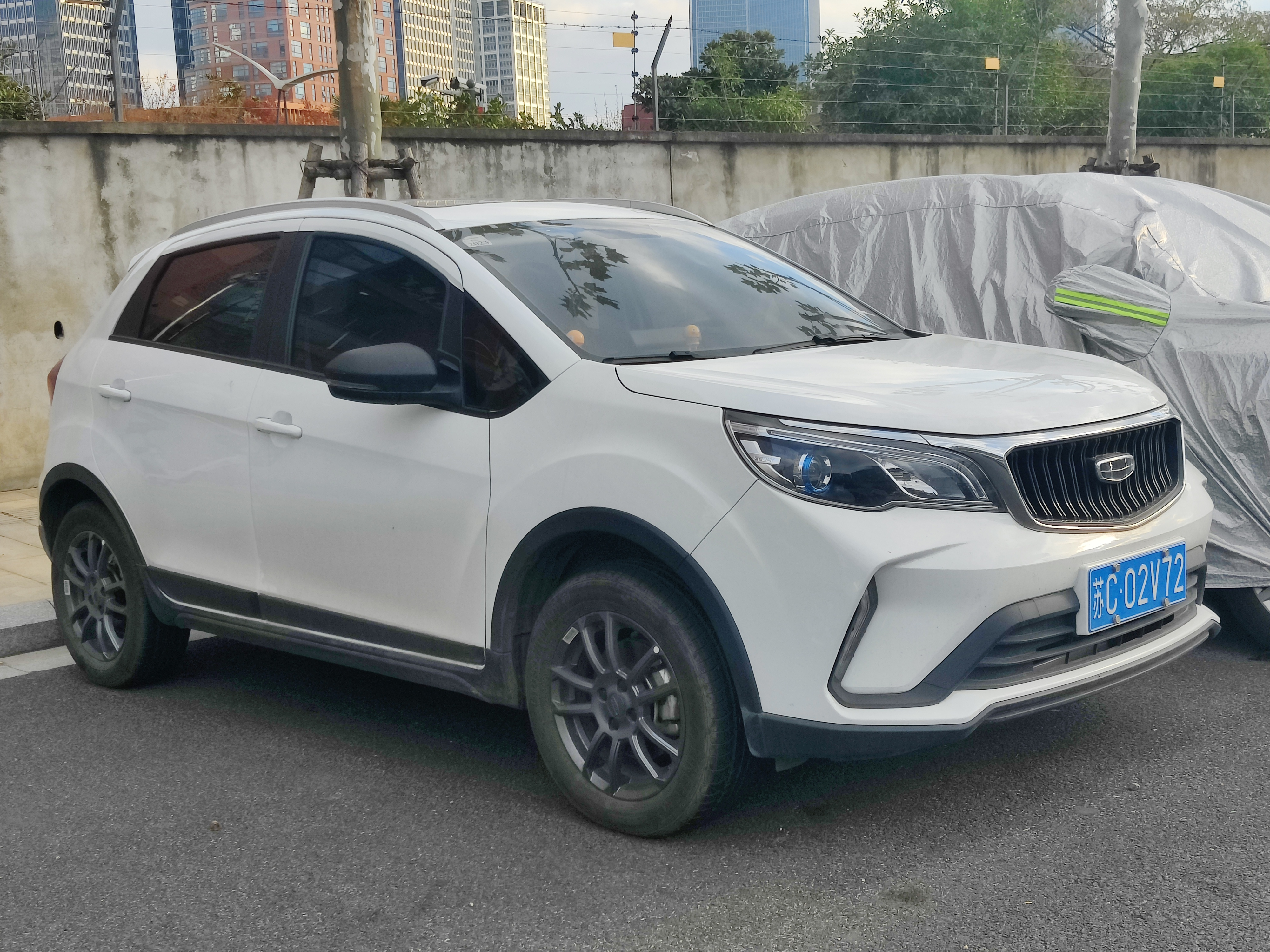
Geely Vision (Yuanjing) X3 Pro
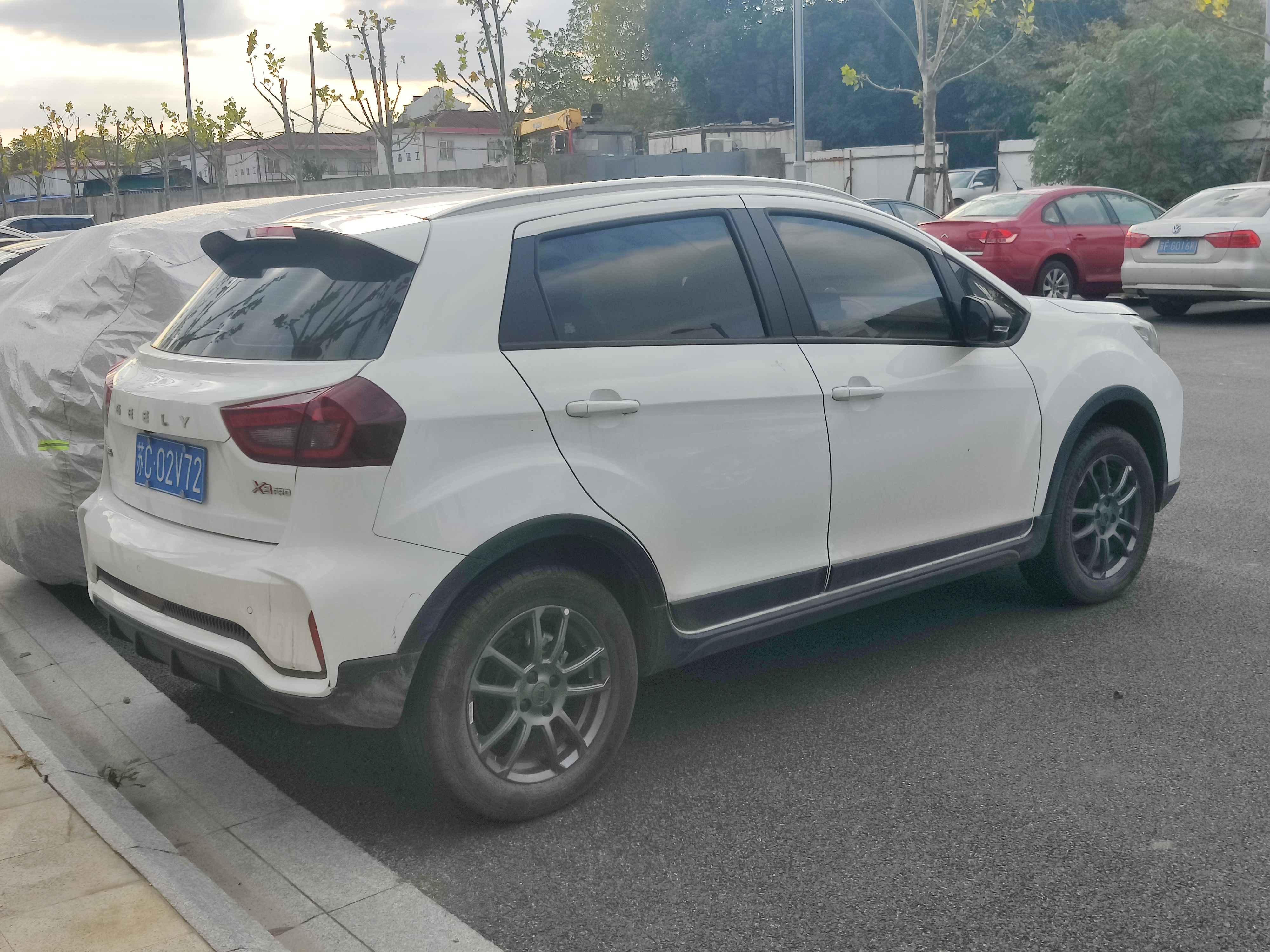
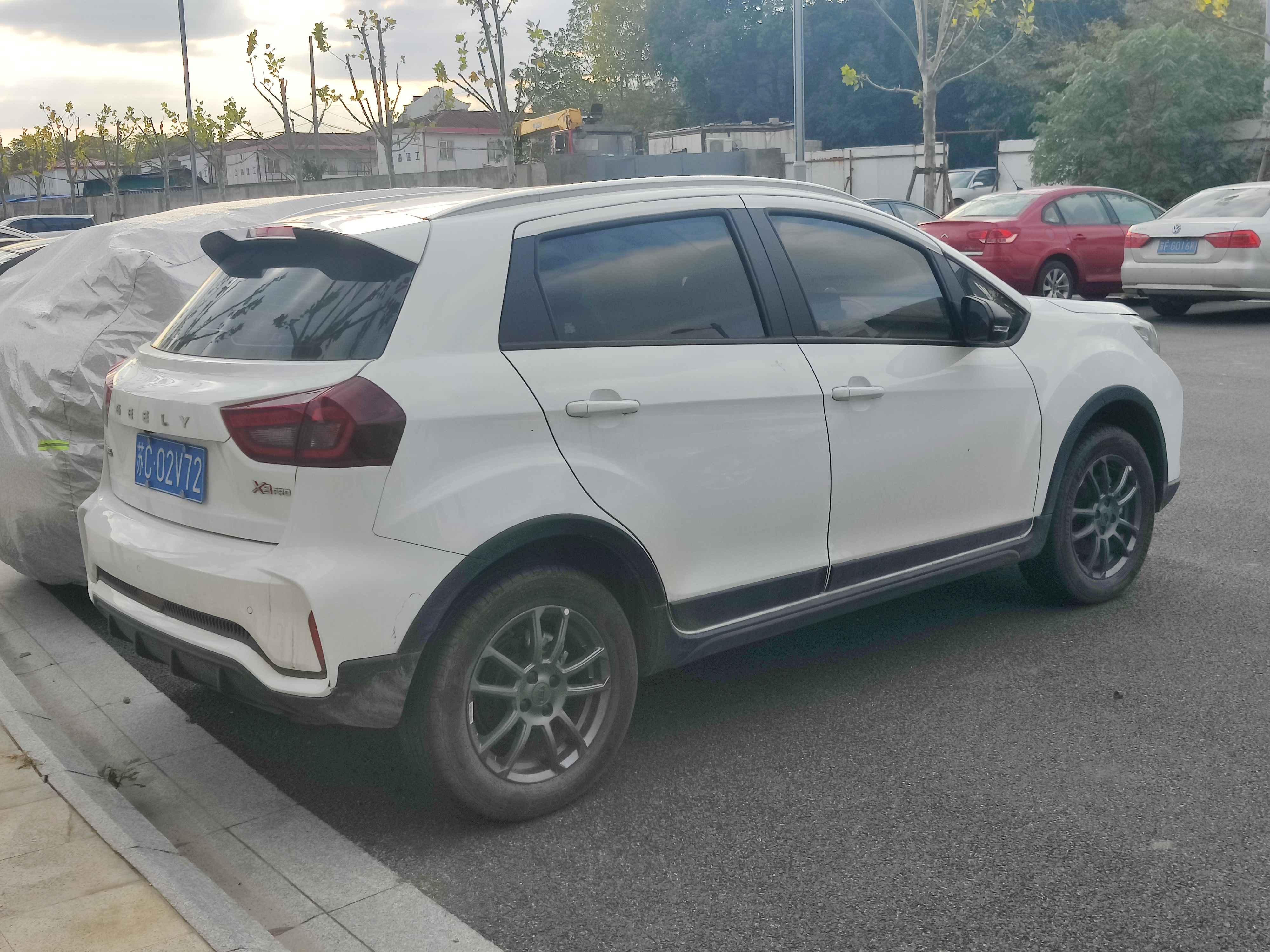
Вид сзади

## Maple 30X EV
Maple 30X EV является электромобилем на базе Geely Yuanjing X3. Выпускается с июля 2020 года.

Автомобиль оснащается электродвигателем мощностью 94 л. с. и крутящим моментом 180 Н*м. Запас хода составляет 306 км.

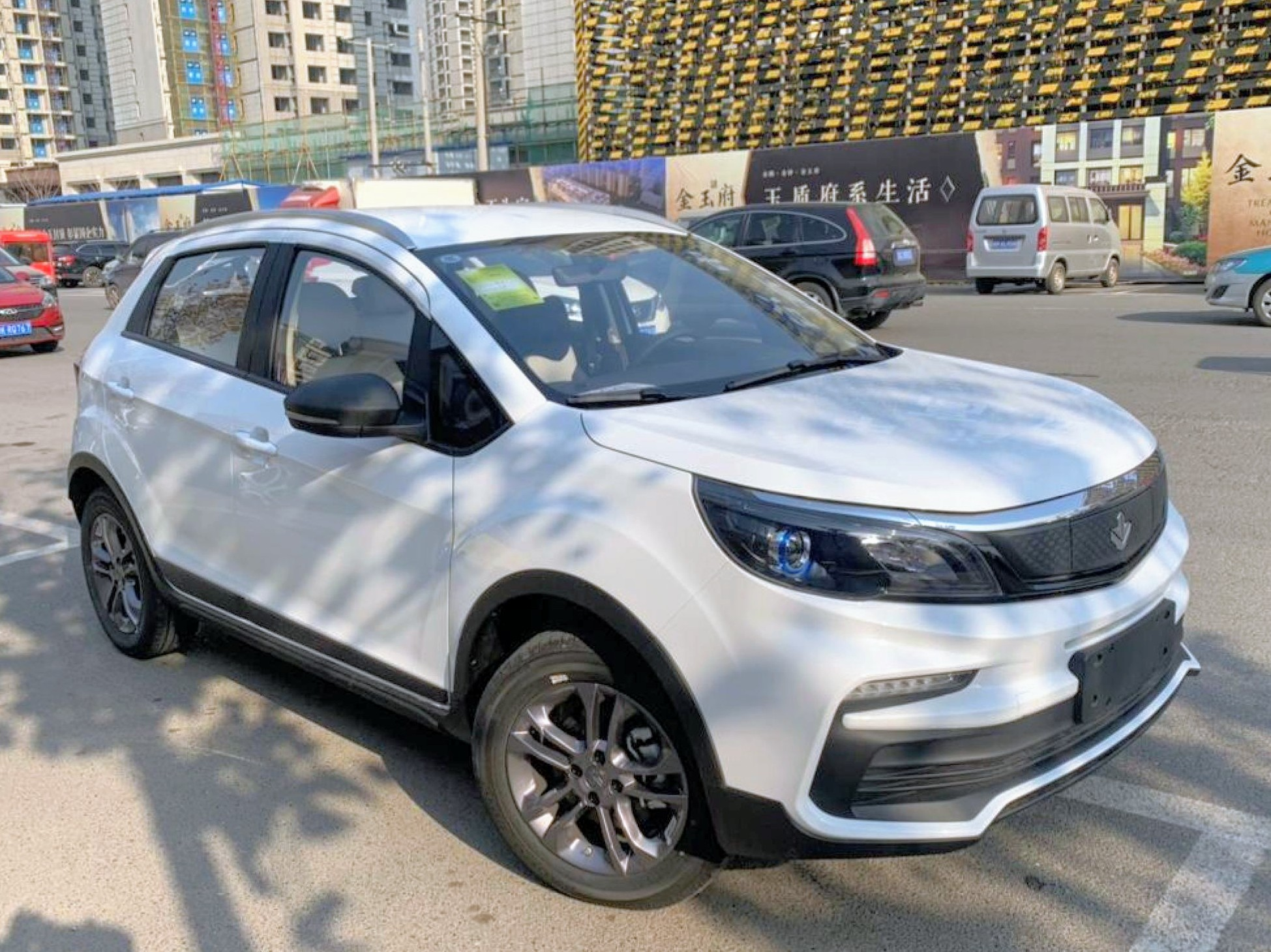
Maple 30X EV
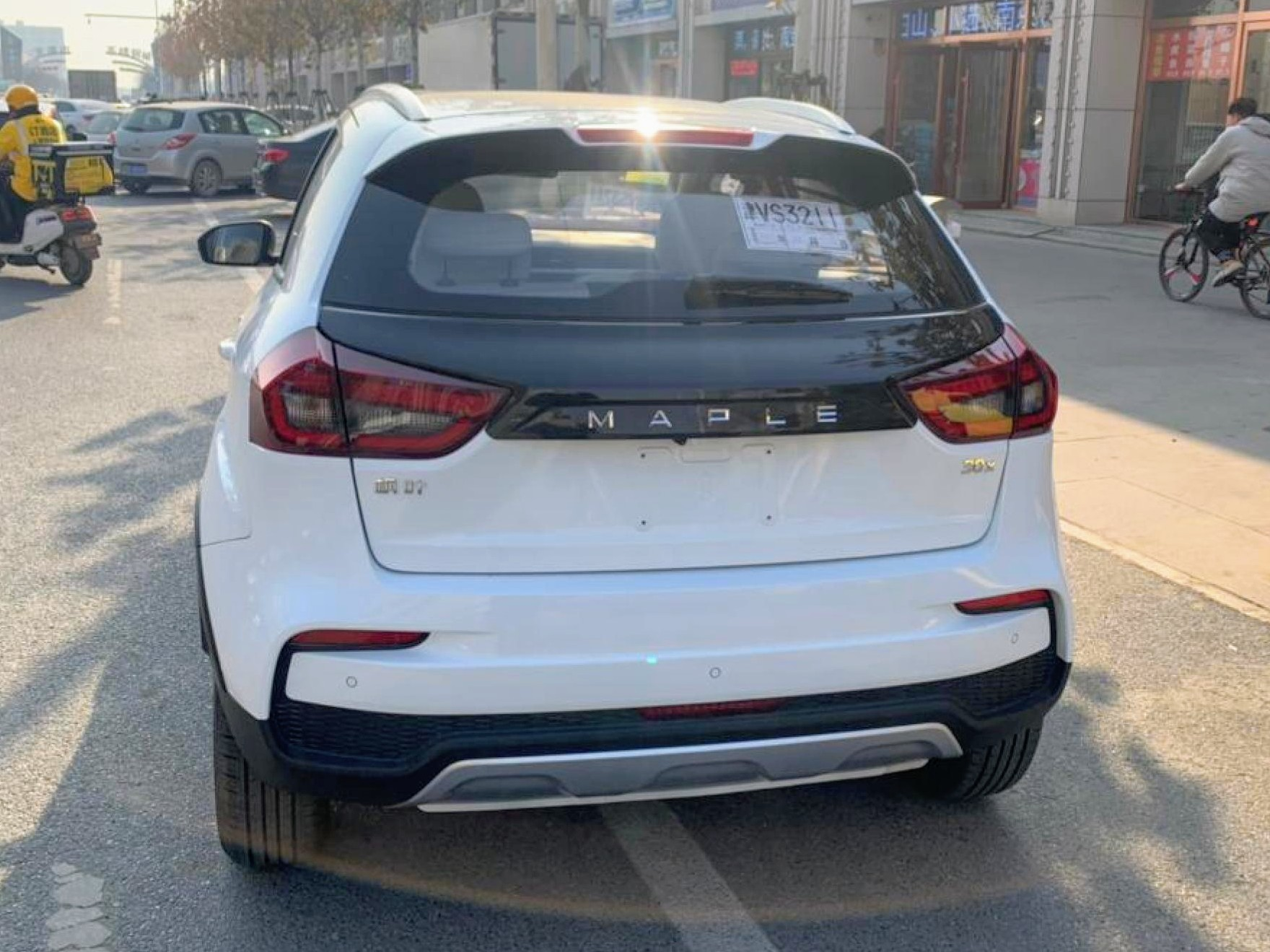
Вид сзади

## Geometry EX3
Geometry EX3 являлся вторым электромобилем на базе Geely Yuanjing X3, после Maple 30X EV. Напряжение аккумулятора составляло 37,23 кВт*ч. Запас хода составлял 322 км. Автомобиль выпускался в 2021 году, после чего был заменён моделью Geometry E.